# جاك روجرز (كاتب)
جاك روجرز (بالإنجليزية: Jack Rogers)‏ هو كاتب أمريكي، ولد في 23 يناير 1934 في لنكن في الولايات المتحدة، وتوفي في 13 يوليو 2016.